# Maisach
Maisach là một đô thị in the huyện Fürstenfeldbruck, trong bang Bayern, nước Đức. Đô thị Maisach có diện tích 53,45 km², dân số thời điểm 31 tháng 12 năm 2006 là 12.718 người. Đây là đô thị lớn nhất huyện Fürstenfeldbruck. Maisach có cự ly 4 km về phía bắc Fürstenfeldbruck, và 25 km về phía tây bắc Munich. Tại đây có nhà ga đường sắt S-Bahn.